# Turkwel
De Turkwel (soms Turkwell genoemd) is een rivier die van de Mount Elgon naar het Turkanameer stroomt.
De rivier is zeer seizoensgevoelig; zo staan de beneden- en middenloop vaak droog. Ook is de Turkwel tevens een van de belangrijkste rivieren die het Turkanameer voeden, op de Omo na. De Turkwel begint onder de naam Suam in de krater van de Mount Elgon. De Suam stroomt vervolgens buiten de krater verder en vormt daar de landsgrens tussen Oeganda en Kenia. Verder stroomafwaarts, waar de rivier geen landsgrens meer vormt, is hij al ten slotte overgegaan in de Turkwel. De Turkwel stroomt verder door het bergachtige landschap en komt hier uit in het Turkwel Gorge Reservoir. Hij loopt verder en komt bij Lodwar de Kawalaseerivier te gemoet. Verder stroomafwaarts mondt hij uit in het Turkanameer.